# Actias
Actias là một chi bướm đêm thuộc họ Saturniidae, gồm các loài bướm đêm Mặt Trăng Á-Mỹ. Đa số chi này ăn nhựa cây Sweetgum, Pine, hay cây tương tự.

## Các loài chọn lọc
- Actias aliena (Butler, 1879)
- Actias angulocaudata Naumann & Bouyer, 1998
- Actias apollo Röber, 1923
- Actias artemis (Bremer & Gray, 1853)
- Actias arianeae (Brechlin, 2007)
- Actias australovietnama Brechlin, 2000
- Actias brevijuxta Nässig & Treadaway, 1997
- Actias callandra Jordan, 1911
- Actias chapae Mell, 1950
- Actias chrisbrechlinae (Brechlin, 2007)
- Actias dubernardi (Oberthür, 1897)
- Actias dulcinea (Butler, 1881)
- Actias felicis (Oberthür, 1896)
- Actias gnoma (Butler, 1877)
- Actias groenendaeli Roepke, 1954
- Actias guangxiana Brechlin, 2012
- Actias ignescens Moore, 1877
- Actias isis Sonthonnax, 1897
- Actias kongjiara Chu & Wang, 1993
- Actias laotiana Testout, 1936
- Actias luna (Linnaeus, 1758)
- Actias maenas (Doubleday, 1847)
- Actias neidhoeferi Ong & Yu, 1968
- Actias ningpoana Fielder, 1862
- Actias parasinensis Brechlin, 2009
- Actias philippinica Naessig & Treadaway, 1997
- Actias rasa Brechlin & Saldaitis, 2016
- Actias rhodopneuma Roeber, 1925
- Actias rosenbergii (Kaup, 1895)
- Actias seitzi Kalis, 1934
- Actias selene (Hübner, 1806)
- Actias sinensis (Walker, 1855)
- Actias truncatipennis (Sonthonnax, 1899)
- Actias uljanae (Brechlin, 2007)
- Actias vanschaycki Brechlin, 2013
- Actias winbrechlini (Brechlin, 2007)
- Actias witti (Brechlin, 2007)
- Actias xenia Jordan, [1912]

## Hình ảnh

### Trứng

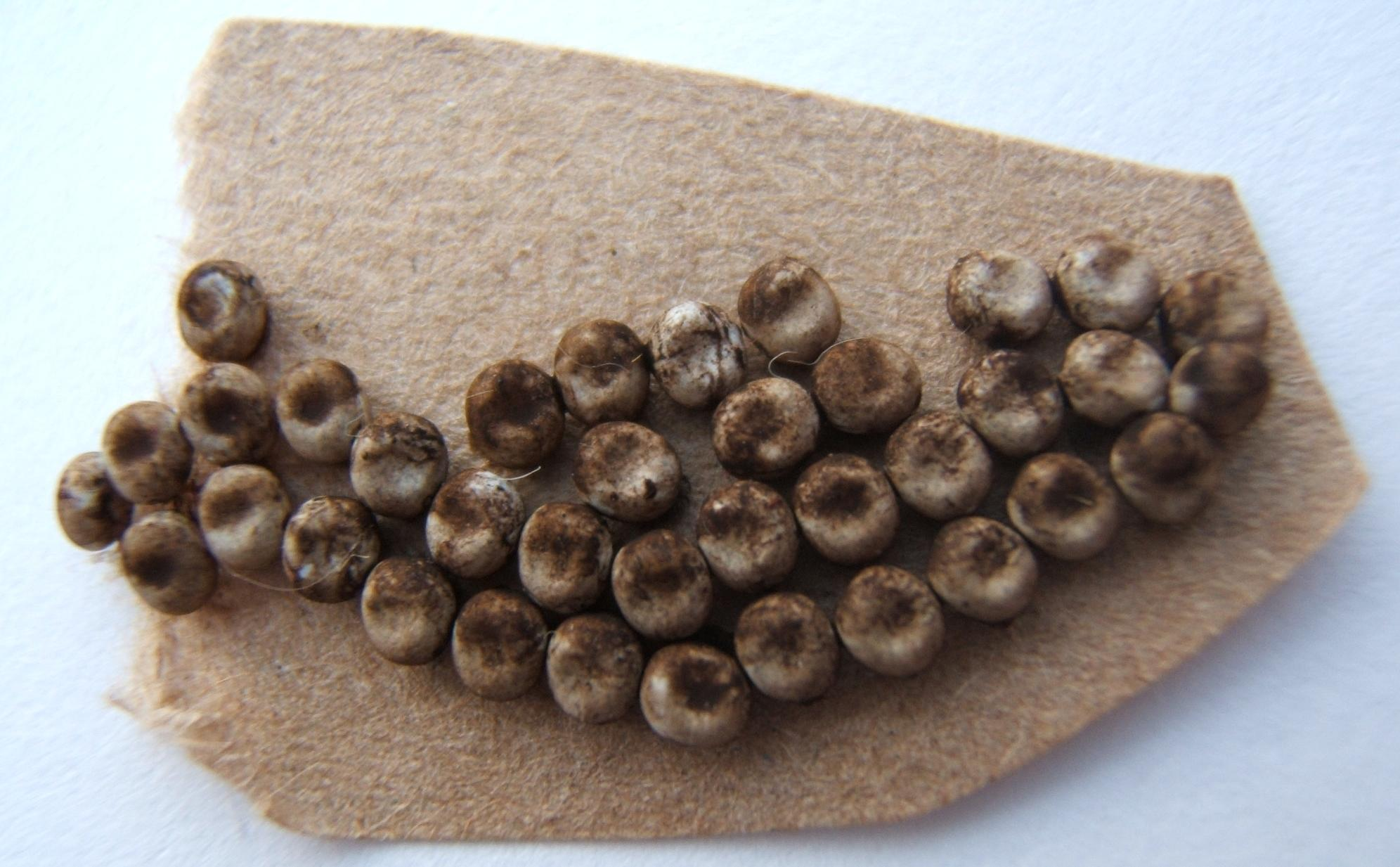
Trứng loài Actias luna
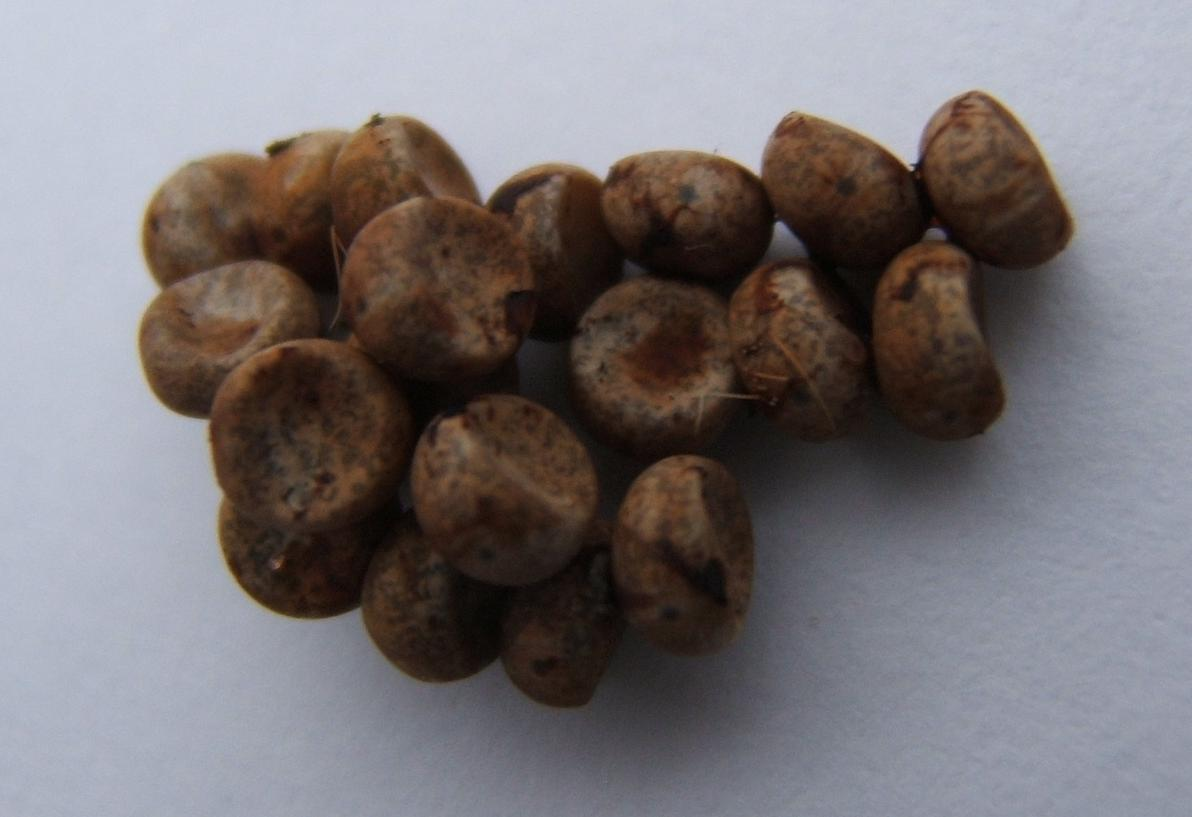
Trứng loài Actias maenas

### Lột xác lần 1

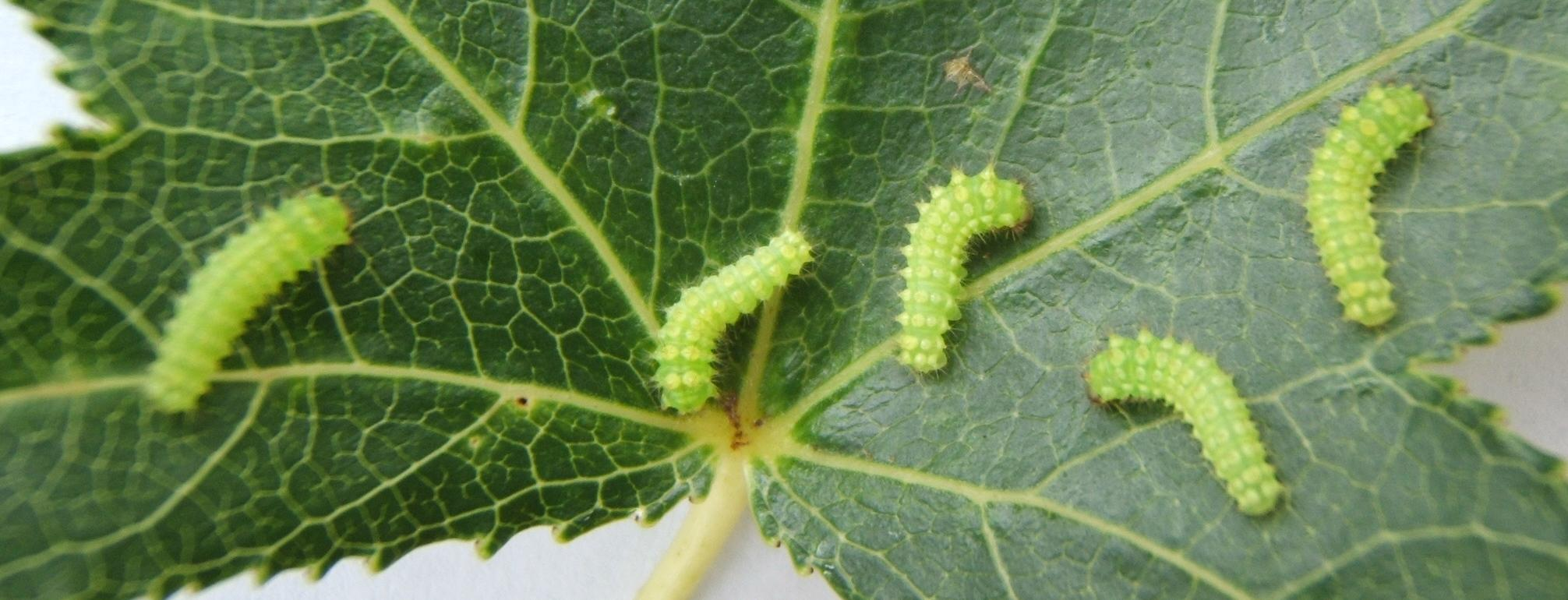
Actias luna trên Liquidambar styraciflua.
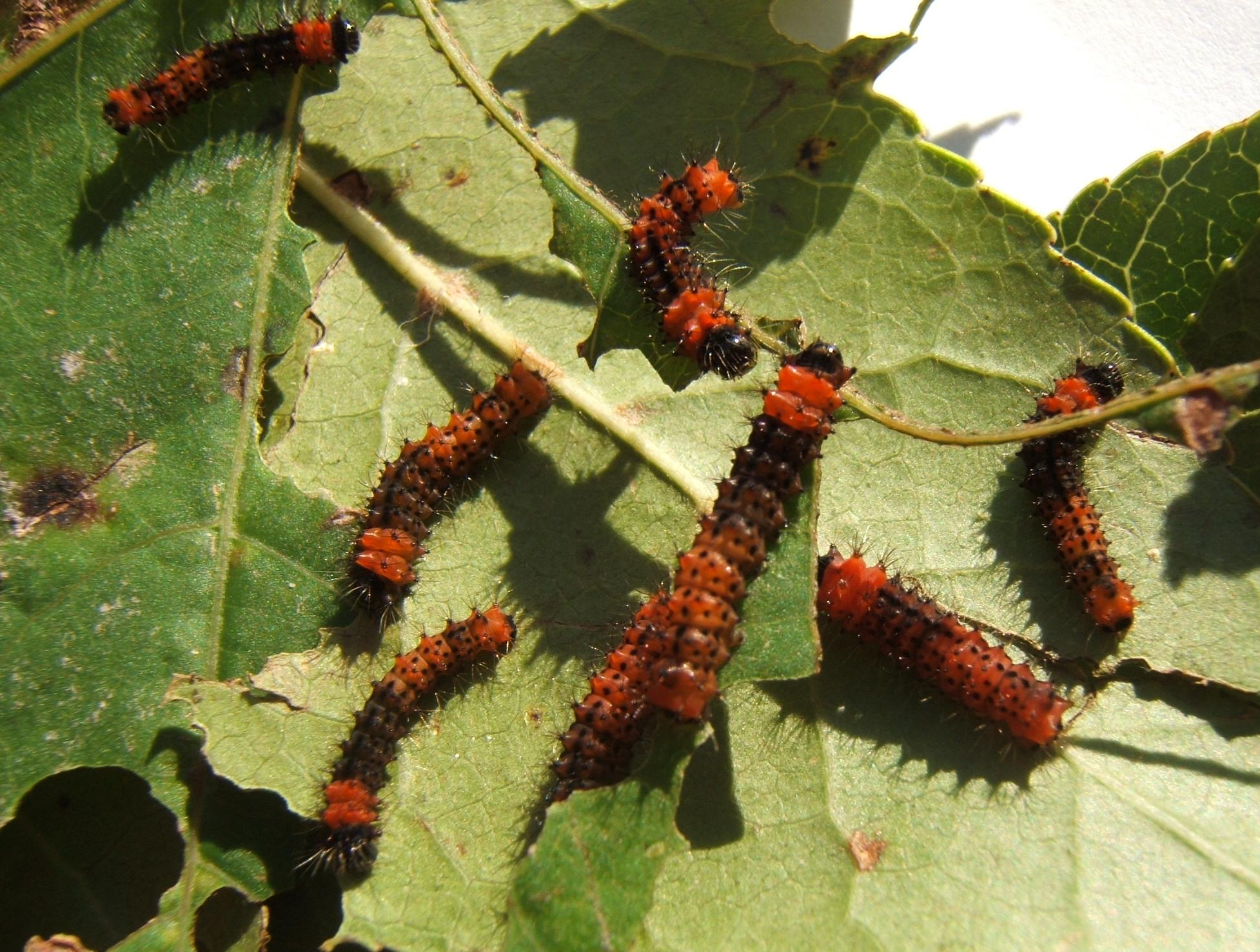
Actias selene trên Liquidambar styraciflua.

### Lột xác lần 2

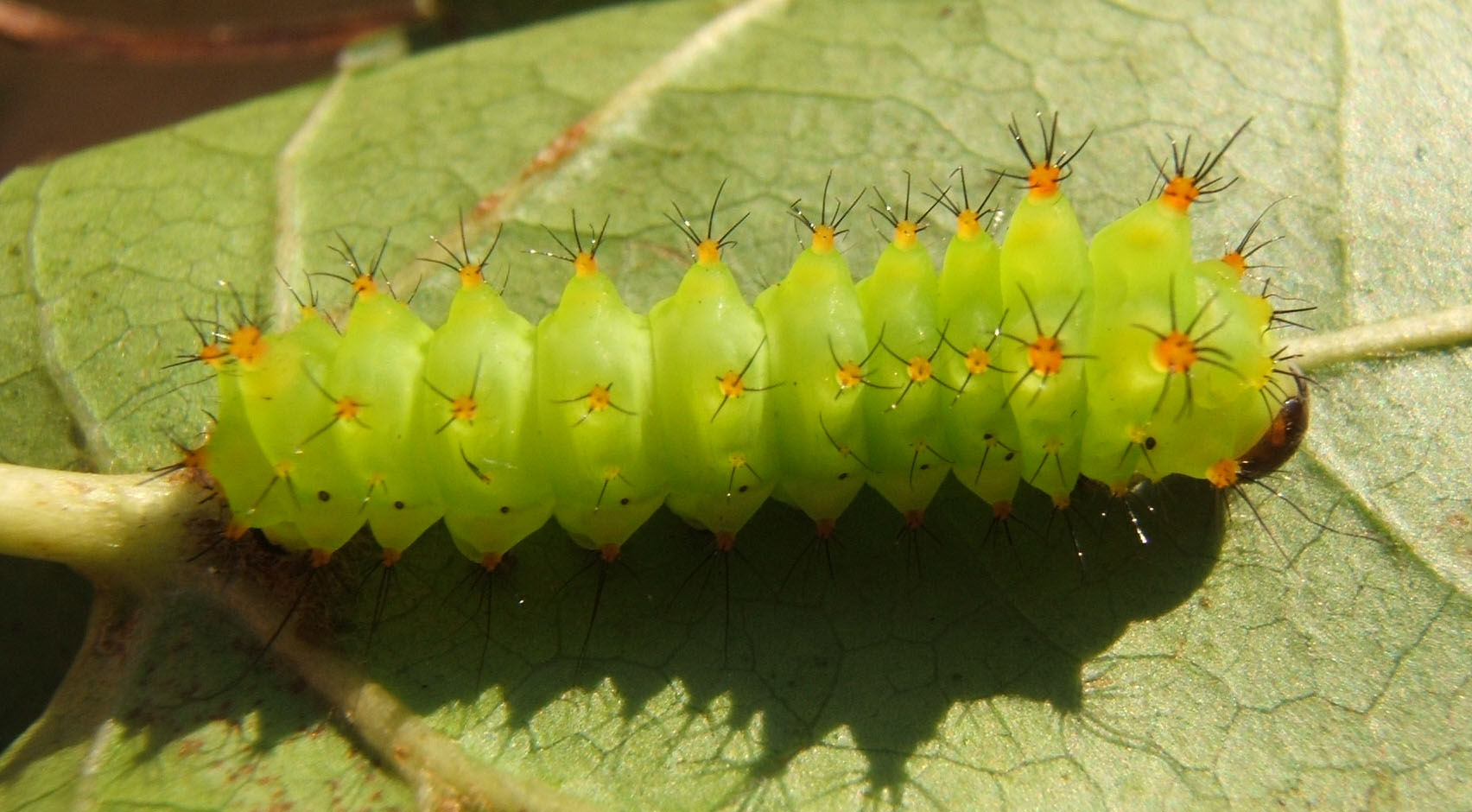
Actias artemis trên Liquidambar styraciflua
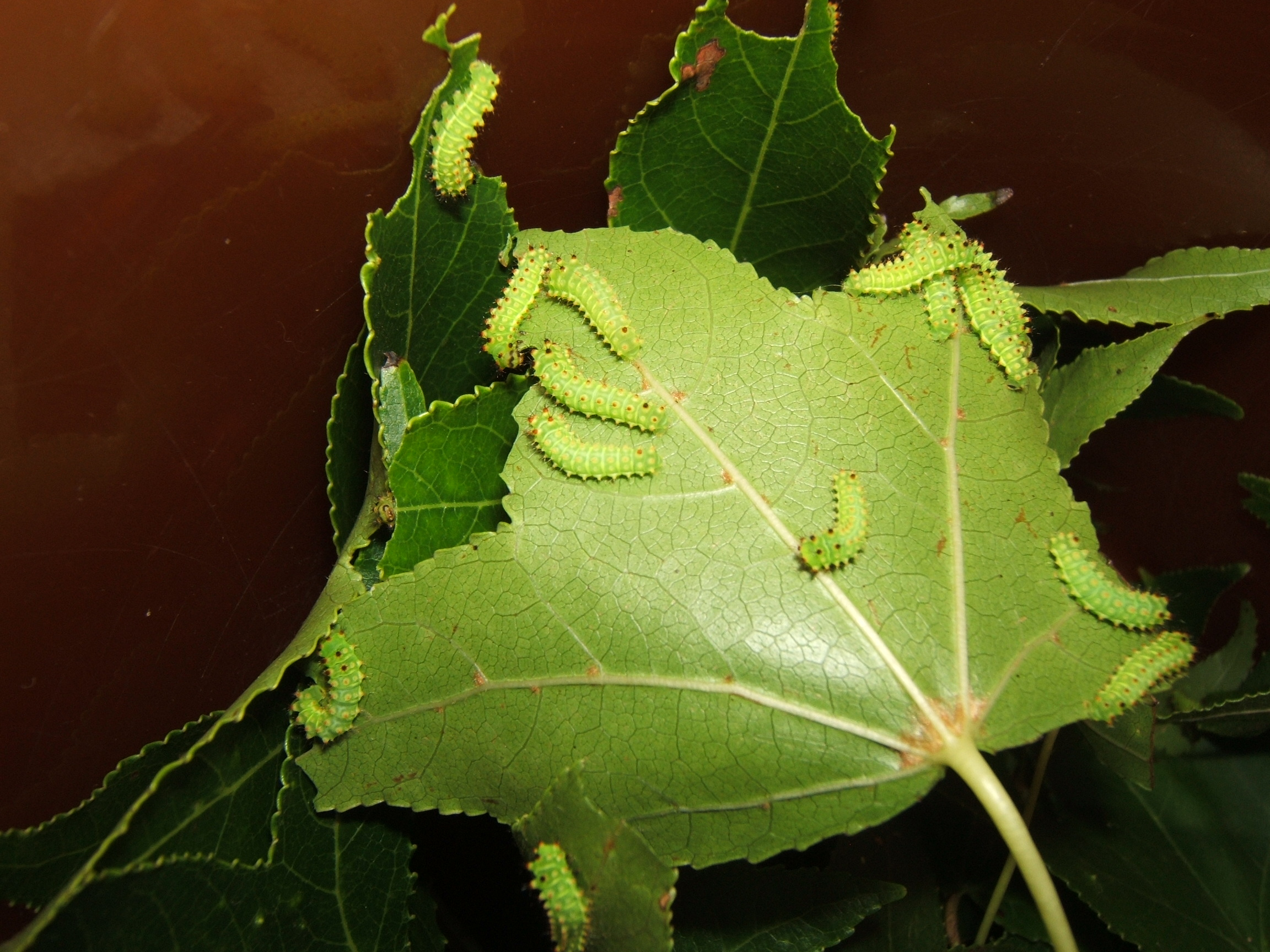
Actias luna
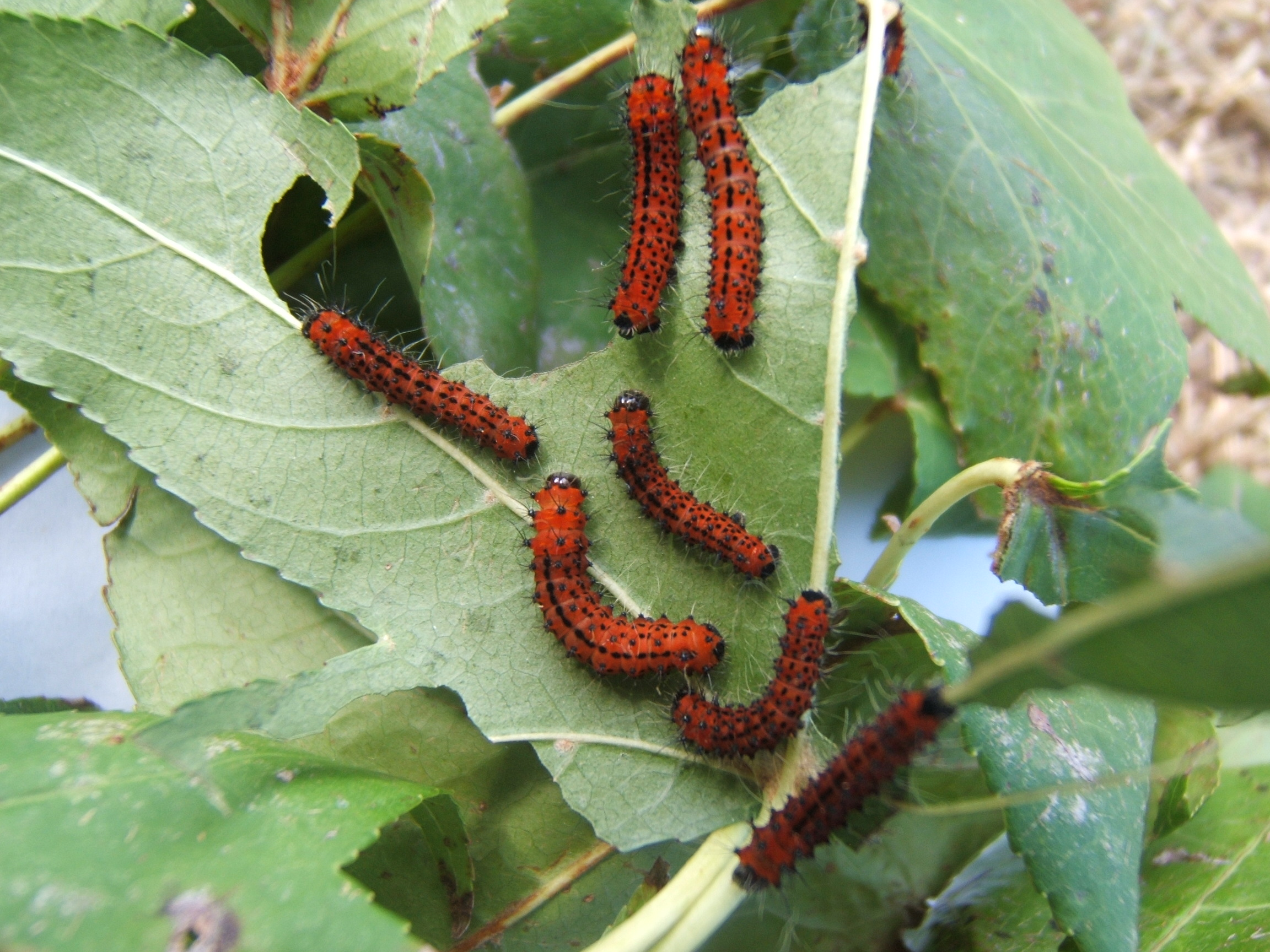
Actias selene

### Lột xác lần 3

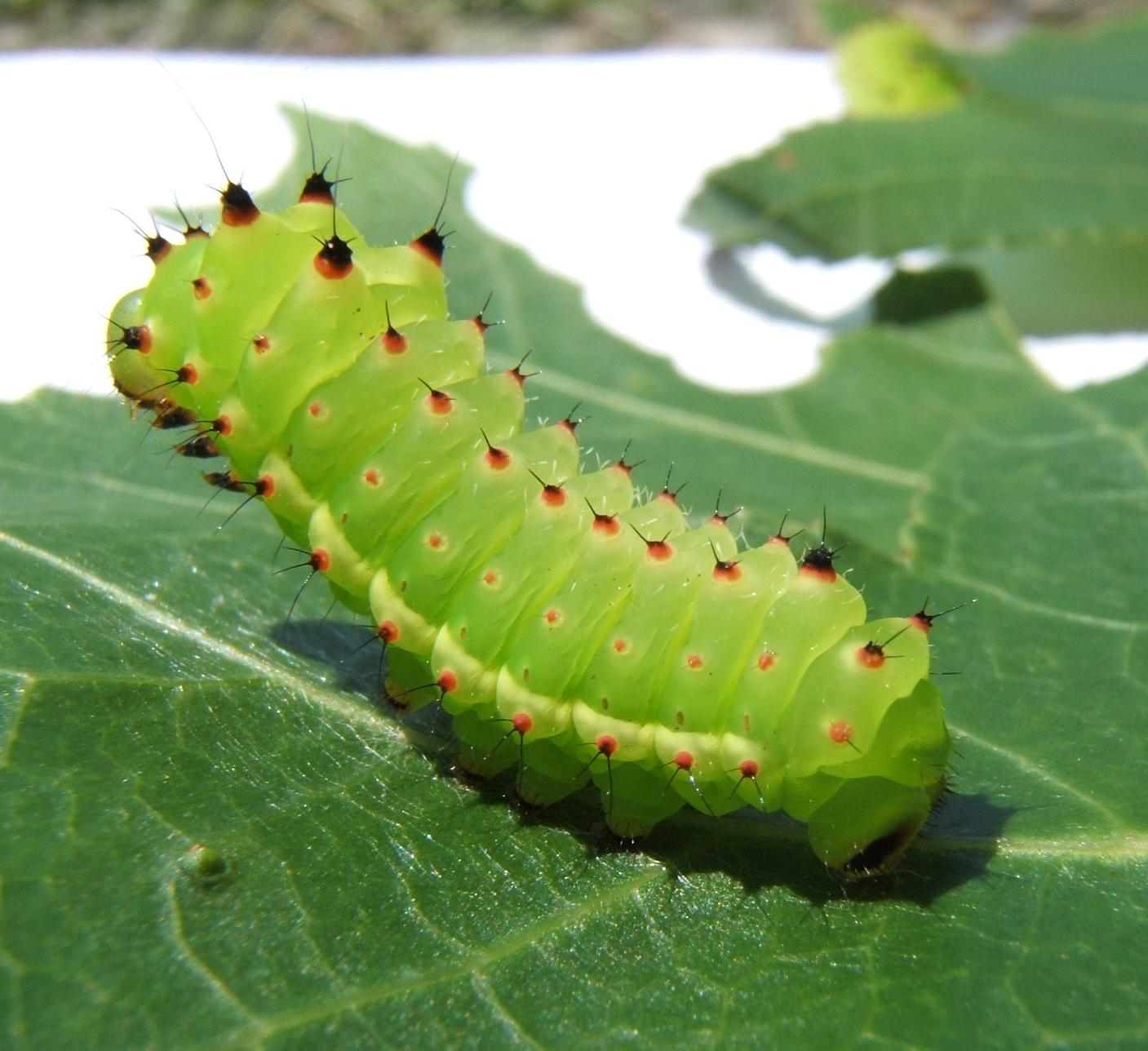
Actias luna
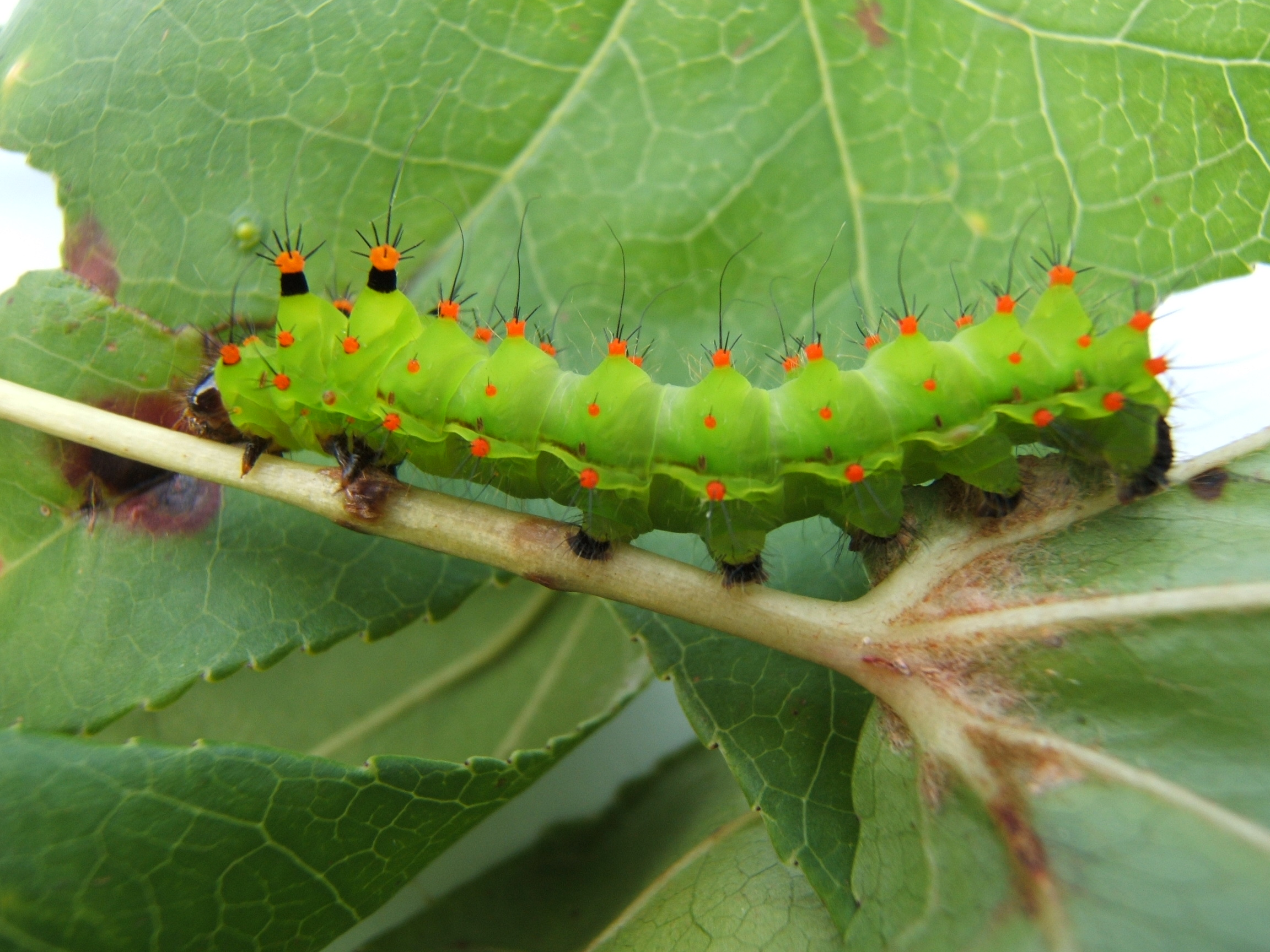
Actias selene

### Lột xác lần 4

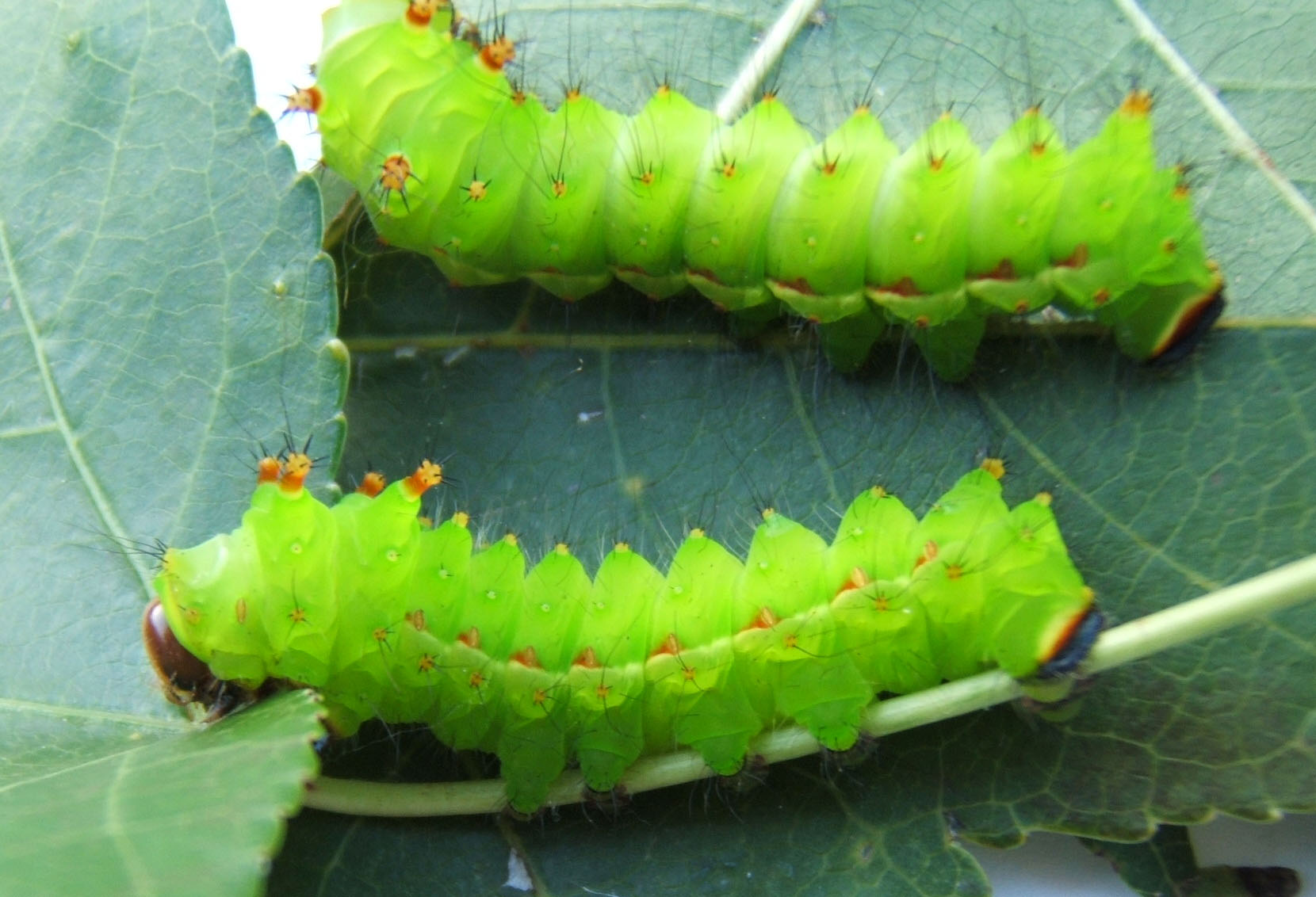
Actias artemis
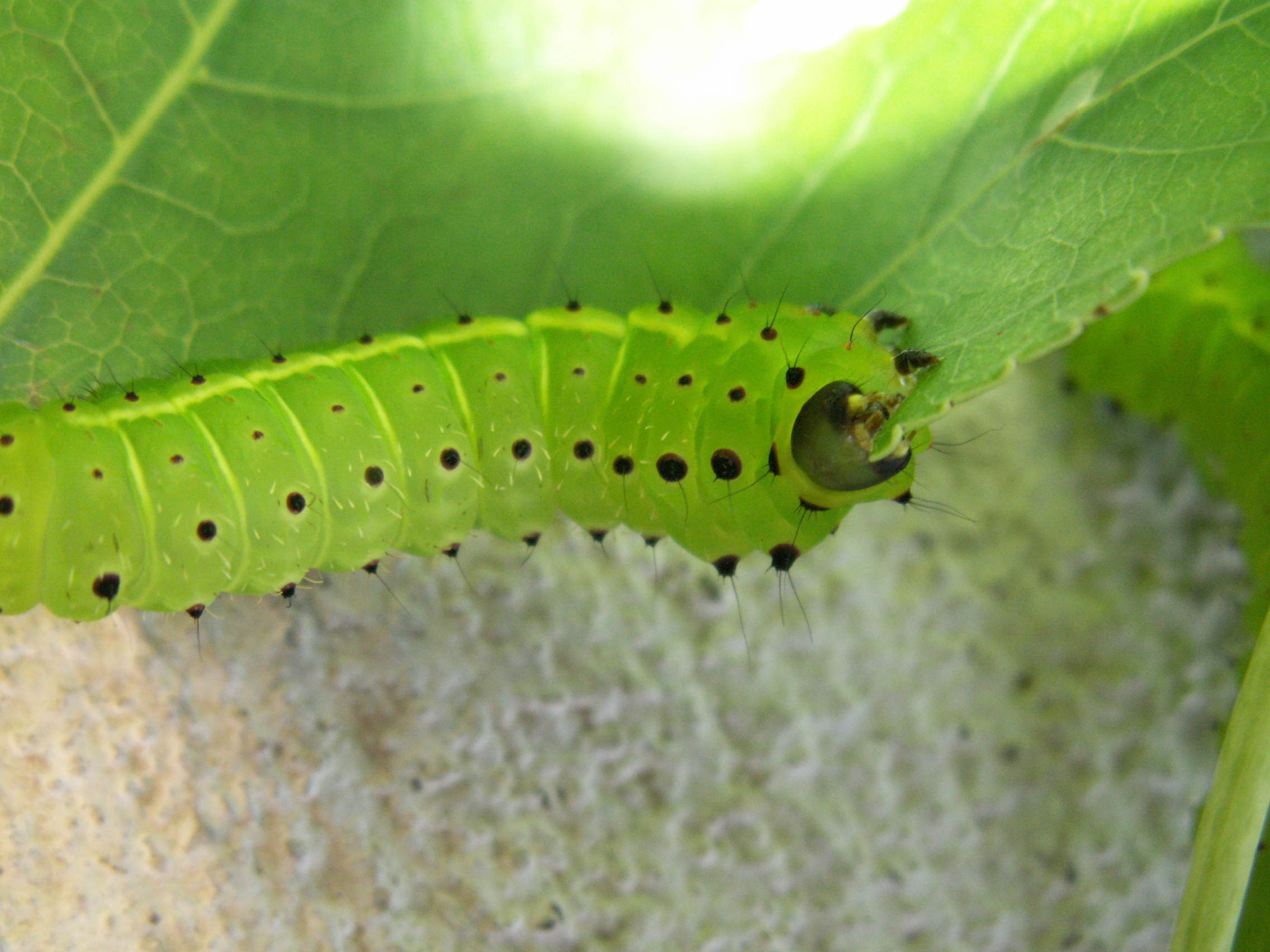
Actias luna
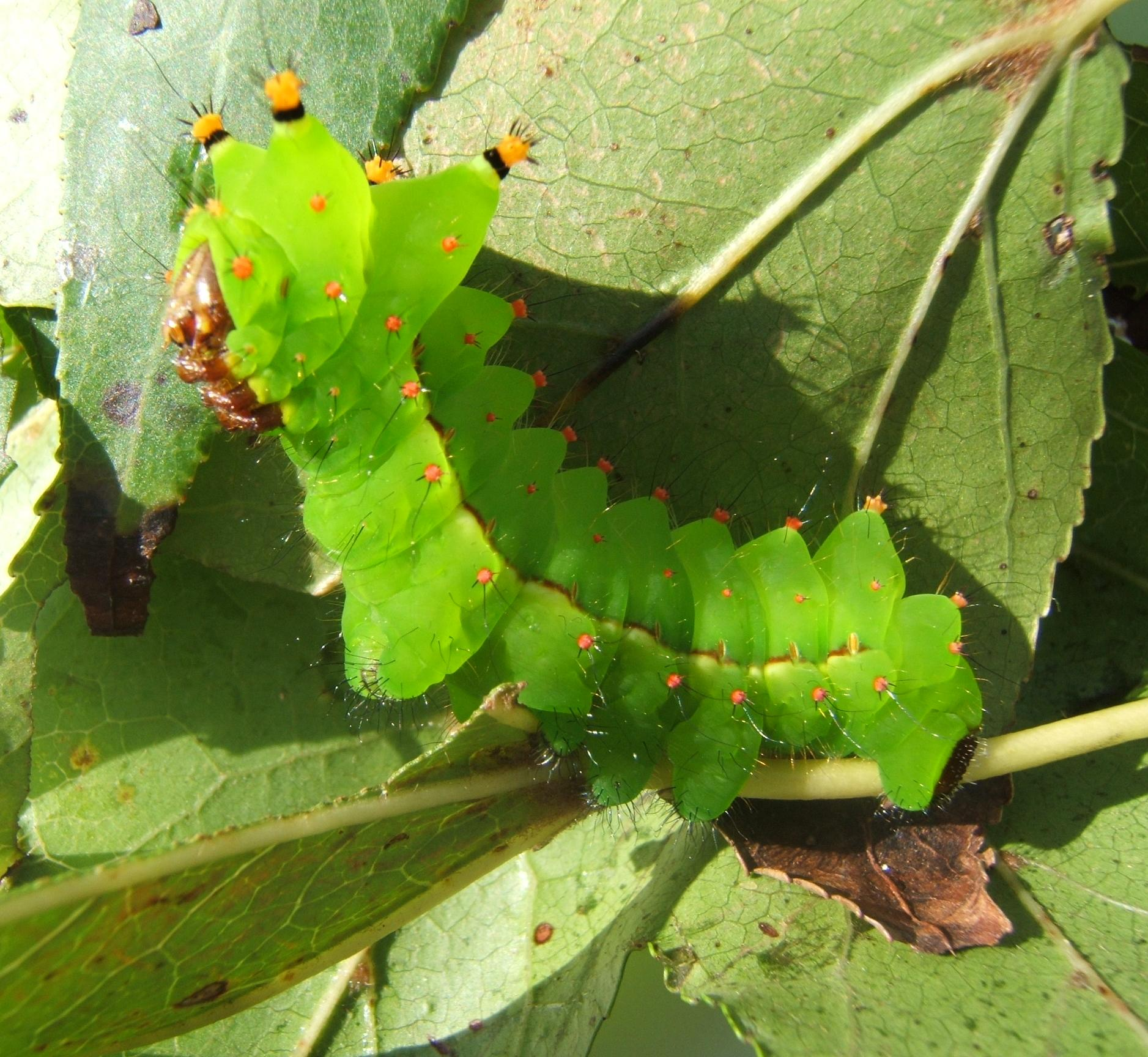
Actias selene

### Lột xác lần 5

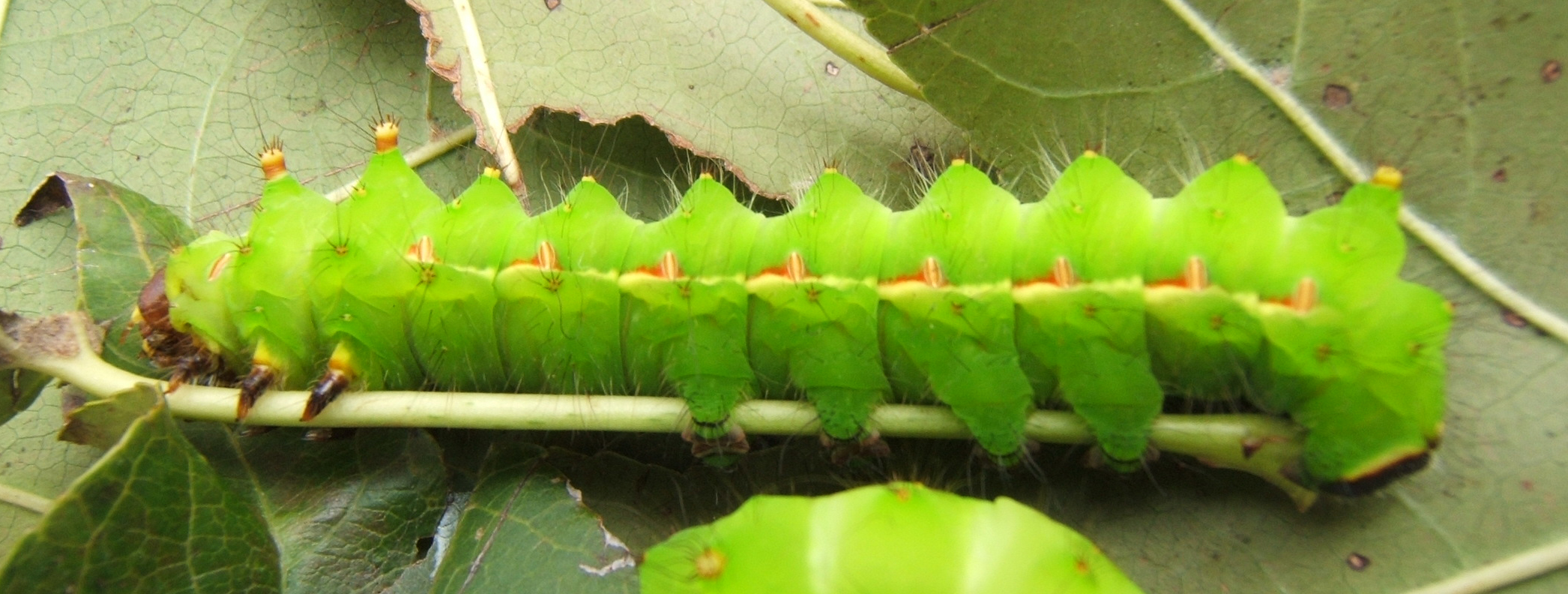
Actias artemis
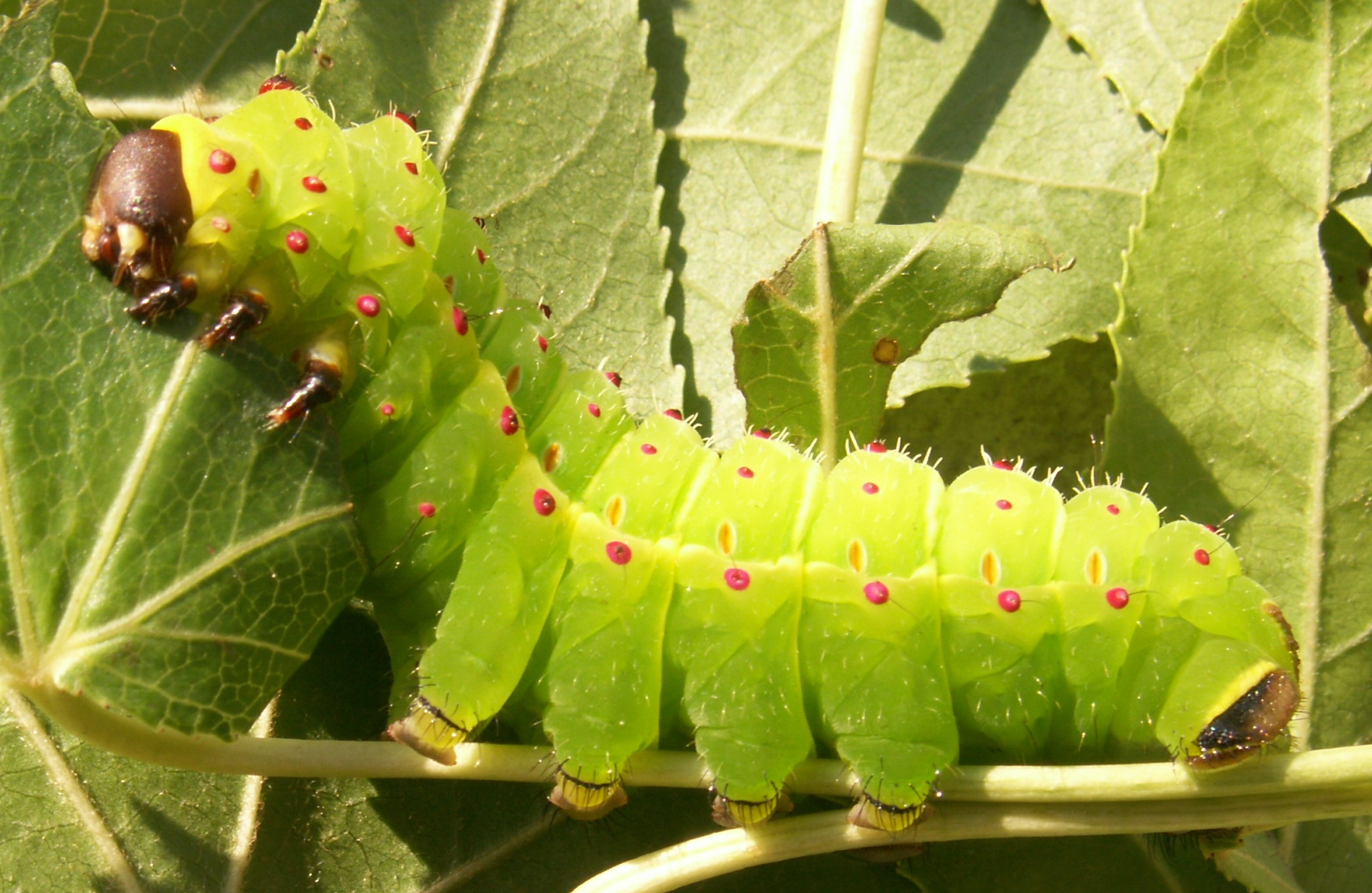
Actias luna
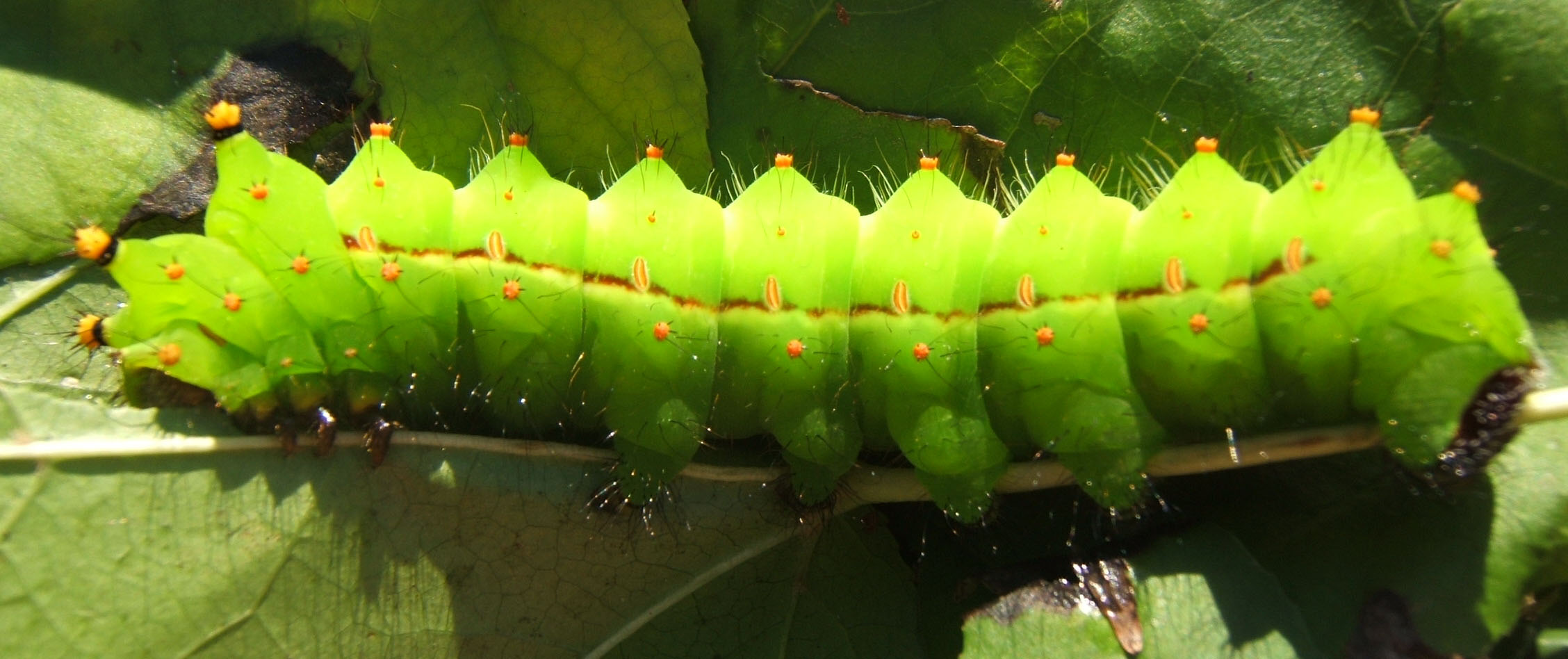
Actias selene

### Kén

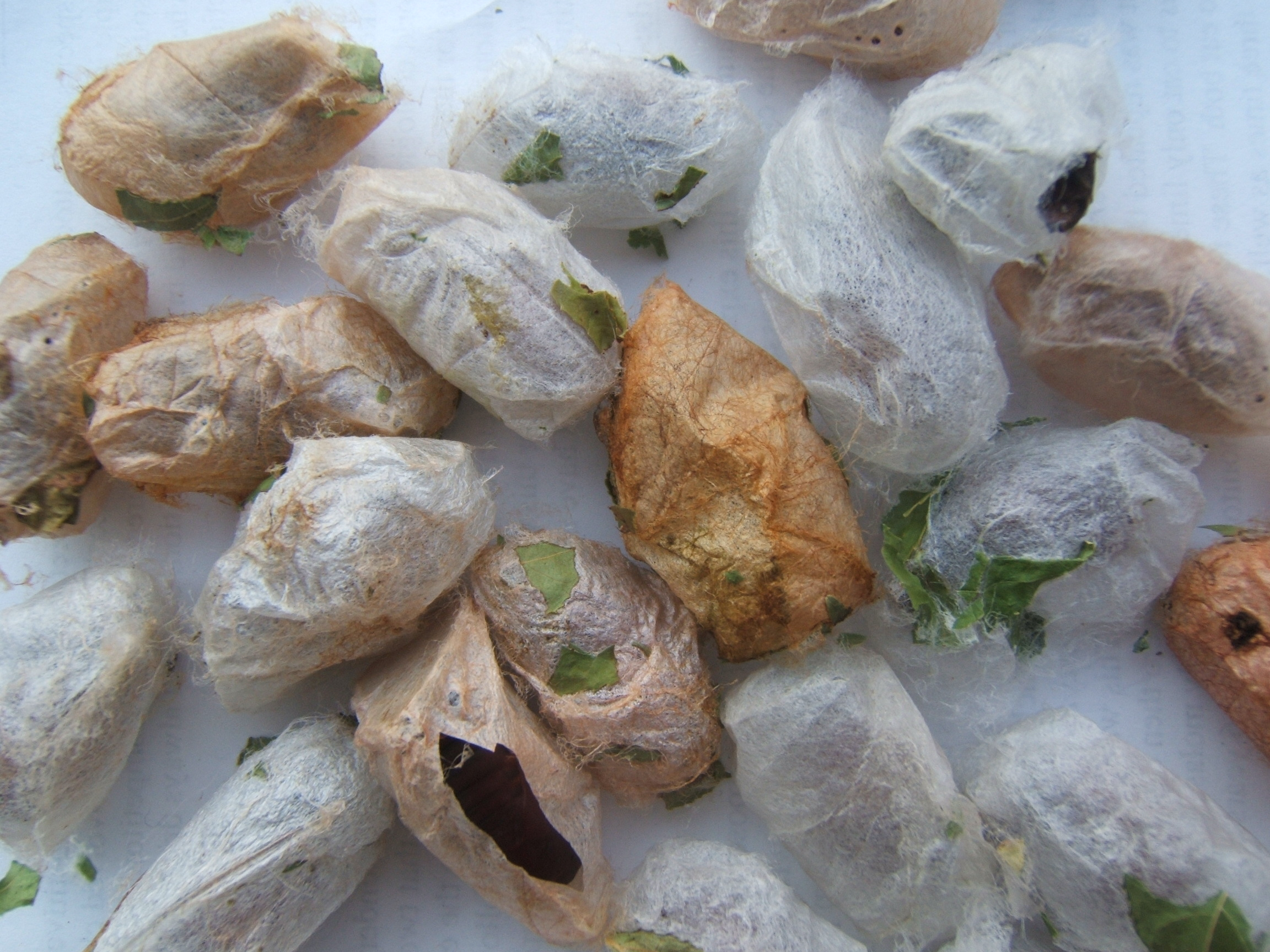
Actias luna